# Fridrik II., car Svetog Rimskog Carstva
Fridrik II. (26. prosinca 1194. – 13. prosinca 1250. iz dinastije Hohenstaufen bio je od 1212. godine pretendent na naslov kralja Rimljana (lat. rex Romanorum), a taj je naslov bez suparnika nosio od 1215. godine. Istovremeno, on je bio Švapski vojvoda (kao Fridrik VII.)  kralj Italije i Burgundije, a po majčinom nasljednom pravu i kralj Sicilija gdje je vladao kao Fridrik I. Nakon što ga je papa 1220. godine okrunio, nosio je do svoje smrti i naslov cara Svetog Rimskog Carstva. Ovim naslovima valja pribrojiti i naslove kralja Cipra i Jeruzalema, što ih je dobio ženidbom i sudjelovanjem u križarskim ratovima.
Veći dio svoga života Fridrik je proveo na Siciliji, jer je njegova majka Konstanca Sicilska bila kći tamošnjega kralja Rogera II. Često je bio u ratu s Papinskom državom, te je dvaput bio ekskomuniciran. Papa Grgur IX. čak ga je nazvao i antikristom. Nakon njegove smrti proširila se legenda da će se vratiti i vladati tisućljetnim kraljevstvom.
Za Fridrika se govorilo da je poznavao devet jezika, a pismeno se mogao izražavati na sedam jezika. Prema tadašnjim prilikama, Fridrik je kao vladar bio daleko ispred svoga vremena kao zaštitnik znanosti i umjetnosti.
| Prethodnik: | rimsko-njemački car (1220. – 1250.) | Nasljednik: |
| Oton IV.    | rimsko-njemački car (1220. – 1250.) | Konrad IV.  |